# Цвішенвассер
Цвішенвассер (нім. Zwischenwasser) — містечко та громада округу Фельдкірх в землі Форарльберг, Австрія.
Цвішенвассер лежить на висоті  м525 над рівнем моря і займає площу 22,63 км². Громада налічує 3105 мешканців. 
Густота населення 137/км².  
Округ Фельдкірх лежить на самому заході Австрії, на кордонах із Швейцарією та Ліхтенштейном. Це високорірний альпійський регіон. Населення округу, як і всього Форальбергу, розмовляє алеманським діалектом німецької мови, а тому ближче до швейцарців, ніж до населення більшої частини Австрії, яке розмовляє баварсько-австрійським діалектом. Округ, основною індустрією якого є туризм, має розвинуту мережу сполучення, численні гірськолижні траси й спортивні курорти з готелями та іншою інфраструктурою. 
|                                       |
| Цвішенвассер на мапі округу та землі. |

Адреса управління громади: Hauptstraße 14, 6835 Zwischenwasser. 
У громаді є дитячий садок, три початкові (народні) школи й одна середня школа.

## Демографія
Історична динаміка населення міста за даними сайту Statistik Austria